# Egg Island (Bahamas)
Great Egg Island und Little Egg Island sind zwei unbewohnte Insel der Bahamas an der Nordwestspitze von Spanish Wells. Sie liegen westlich einer Landzunge am Westende von Royal Island.
im Nordwesten verläuft der Great Bahama Canyon.
Great Egg Island ist sehr stark gegliedert und verfügt selbst über zwei kleine Binnen-Lagunen, während Little egg Island nur ein schmaler Sandstreifen ist.